# Custom Robo GX
Custom Robo GX (カスタムロボGX Kusutamu Robo JīEkkusu?) es un videojuego desarrollado por Noise y distribuido por Nintendo para la Game Boy Advance el 27 de julio de 2002 únicamente en Japón. Sin embargo, Nintendo consideró lanzar el juego en Norteamérica, pero nunca llegó a hacerlo por razones desconocidas. El juego se mantuvo en la lista de lanzamientos futuros de Nintendo Power por algunos años, hasta que se anunció el lanzamiento del siguiente título de la saga, Custom Robo Battle Revolution para la Nintendo GameCube (conocido simplemente como Custom Robo en Norteamérica). Noise planeó también desarrollar una secuela, Custom Robo GX 2, pero posteriormente dejó el proyecto con el fin de trabajar en Custom Robo Arena para la Nintendo DS. Nintendo había planeado lanzar dicho juego en 2005 en Japón. Custom Robo GX es el tercer título de la saga Custom Robo, como también el último título de la saga en ser lanzado exclusivamente en Japón.

## Sistema de juego
Al contrario de los otros juegos Custom Robo de la saga, las batallas Custom Robo en Custom Robo GX se llevan a cabo en 2D, en vez de 3D, debido a que la Game Boy Advance no es lo suficientemente poderosa como para poder emular a los otros títulos de la saga. Además, dentro de la historia el jugador no puede mover al protagonista de la misma forma en que puede hacerlo en cualquier otro juego de la saga. En este título, el personaje principal es usado como cursor en la pantalla del mapa para seleccionar el lugar al que se quiere ingresar. Cuando el jugador ingresa a un sector, aparecerá una ventana de diálogo que ofrecerá opciones acerca de lo que se puede hacer dentro de ese lugar.
El objetivo principal del juego es finalizar la historia tras coleccionar cada uno de los Custom Robos, las partes para batalla y otras cosas útiles para el jugador, mientras se gana cada batalla que hace al jugador avanzar dentro de la historia. En las batallas Custom Robo, el objetivo es reducir los puntos de energía del oponente de 1000 a 0 al usar distintos Custom Robos, armas, bombas y Action-Chips. Los Action-Chips, exclusivos para esta versión, permiten al jugador crear un campo adicional de defensa o mejorar algunas de sus maniobras. Existen muchas combinaciones que se pueden hacer con un arma específica. Este proceso de combinación se ve favorecido con el uso de la habilidad Action-Chip. Las batallas comienzan con el Custom Robo del jugador siendo lanzado por un Robocannon que es controlado por las flechas de dirección del mando. Al contrario de los otros títulos de la saga, una vez que el Custom Robo es lanzado del Robocannon el jugador tiene un tiempo limitado para hacer que su Custom Robo esté listo para la batalla, en vez de depender en cual de los seis lados del cubo aterriza el Custom Robo. Los Custom Robos se ordenan en grupos que son similares a sus habilidades. Este juego, al contrario de los otros títulos Custom Robo, solo tiene un modo de vista, en el que la cámara se aleja cuando dos Custom Robos se encuentran lejos el uno del otro y se acerca cuando los Custom Robos se encuentran cerca. La barra de resistencia se encuentra sobre los puntos de energía del jugador. Una vez que está barra se acaba, el Custom Robo del jugador queda "derribado", lo que significa que permanecerá caído por algunos segundos. Luego de que se levanta, el Custom Robo entra al modo "renacimiento", donde permanece invencible por 3 segundos. Si el jugador pierde repetidamente la misma batalla, el juego ofrece la opción de reducir la energía inicial del oponente, haciendo más fácil la batalla. Si el jugador sigue perdiendo, el grado de ventaja ofrecido se incrementa.

## Recepción
- IGN - 7.4/10
- GameSpot - 7.3/10

## Otras apariciones
- Algunos Custom Robos de este juego (incluyendo a X-Ray) aparecen posteriormente en Custom Robo Arena.